# 新潟市立上山中学校
新潟市立上山中学校（にいがたしりつ かみやまちゅうがっこう）は、新潟県新潟市中央区女池上山にある公立中学校。愛称は「上中（かみちゅう）」。

## 概要
市街地の拡大により、鳥屋野地区でも生徒数が激増し過密状態であった鳥屋野中学校の過密解消のために、昭和53年に分離新設された。学区には、県庁を有し、地域は行政の中核地として発展している。近年は、学区内の再開発により若年層の人口が増加しているのに伴い、進学前の小学校2校の児童数が増加しており、進学する上山中学校の生徒数も増加しており、急速な大規模化が問題となっている。

## 沿革
- 1978年（昭和53年） - 上山中学校創立（鳥屋野中学校からの分離新設）。
- 2009年（平成21年） - 体育館補修開始。またこれを始めとし、当校の大規模補修が始まる。
- 2014年（平成26年） - 体育館補修とテニスコートの補修。
- 2019年（令和元年） - 教室棟のエアコン設置。
- 2020年（令和2年） - 大規模化に備え校舎の増築を開始。
- 2021年（令和3年） - 校舎の増築が完了。

## 生徒数
全校生徒数850名（1年生264名、2年生305名、3年生281名、2024年（令和7年）度）。
新潟市内では、最多の生徒数を誇る。
近年、生徒数が増加しており、新潟市の推計では、数年以内には900名を超える数になるとされており、市は対応に追われている。

## 部活動
部活動は強制参加ではなくなった。

R7年度から本格的に地域クラブ化が進んでおり、以下の約半分が地域移行、残りの部活は地域移行せずに無くなる。
- 陸上部
- 野球部
- サッカー部
- 男・女子テニス部(男子は硬式、女子は軟式)
- 女子バレーボール部
- 男・女子バスケットボール部
- バドミントン部
- 茶道部
- 家庭科部

- 剣道部
- 新体操部
- 男・女子卓球部
- 水泳部
- 吹奏楽部
- コンピューター部
- 美術部
- 音楽部
- 総踊り部

## 生徒会活動
- 生徒会本部
- 応援団
- 環境委員会
- 保健委員会
- 情報委員会
- 規律委員会
- 食育委員会

- 評議会
- ボランティア委員会
- 放送委員会
- 図書委員会
- 選挙管理委員会[4]

## 学校行事
- 体育祭 - 紅軍、黄軍、青軍、緑軍の4軍対抗、デンカビックスワンにて行われる。
- 音楽発表会 - りゅーとぴあにて行われる。[5]
- いじめ根絶集会
- 総合学習の日 - 1年:職場訪問、2年:職業体験を行う。
- 修学旅行 - 2年生は毎年3月に東京方面に2泊3日で行く。
- 生徒会役員選挙

## 進学前小学校
- 新潟市立上山小学校
- 新潟市立鳥屋野小学校

## 周辺
- 新潟市立上山小学校
- ライク上山中央公園
- 上山公園